# Championnat du monde masculin de curling 1982
Navigation
Édition précédente Édition suivante
Le Championnat du monde masculin de curling 1982, vingt-quatrième édition du championnat du monde de curling, a eu lieu du 29 mars au 4 avril 1982 à Garmisch-Partenkirchen, en Allemagne de l'Ouest. Il est remporté par le Canada.